# اوکتاویو ویال
اوکتاویو ویال (اسپانیایی: Octavio Vial‎; ۲۶ نوامبر ۱۹۱۸ – ۱۹ ژانویهٔ ۱۹۸۹) بازیکن و مربی فوتبال اهل مکزیک بود.
از باشگاه‌هایی که در آن بازی کرده‌است می‌توان به باشگاه فوتبال آمریکا اشاره کرد.